# 独孤怀恩
独孤怀恩（585年？—620年），隋唐两朝的外戚，独孤信之孙，唐高祖李渊母元贞皇后之弟涿郡太守独孤整之子。
怀恩幼年，被姑妈即隋文帝独孤皇后养于宫中。曾任鄠县县令，以疾免。李渊平京师长安，拜长安县令，颇严明，如职而办。唐高祖受禅，擢升独孤怀恩为工部尚书。唐高祖给他开玩笑：“表弟的几个姑姑的儿子都当皇帝了，该轮到你了吧。”武德二年（619年），独孤怀恩接替韦义节击蒲州尧君素，数战无功，士气丧沮，诏书切责，独孤怀恩怨望。当时，刘武周使宋金刚攻略浍州，唐高祖发关中军给秦王李世民，屯柏壁。于是独孤怀恩与麾下前五原县主簿元君宝、刘让、解县令荣静与王行本、刘武周连和，割河东、取永丰仓，绝秦王粮道，长驱三辅。尧君素死後，而王行本得其兵，吕崇茂杀县令响应刘武周。唐高祖命怀恩与永安王李孝基、陕州总管于筠、内史侍郎唐俭攻打吕崇茂，为宋金刚、尉迟敬德所擒。秦王李世民派秦叔宝在美良川打败刘武周，独孤怀恩逃归，唐高祖命率师攻蒲州。元君宝说：“王者不死，果其然！”唐俭听到了。刘武周归还刘让求罢兵，告发独孤怀恩之谋。王行本投降，独孤怀恩勒兵入城，唐高祖渡黄河时，刘让至，得知独孤怀恩之谋。唐高祖召他来，怀恩不知，单舟而来，被捕，缢死在狱中，籍没其家。

## 延伸阅读
[在维基数据编辑]
 《舊唐書·卷183》，出自刘昫《舊唐書》
 《新唐書·卷206》，出自《新唐書》